# Jättelemurer

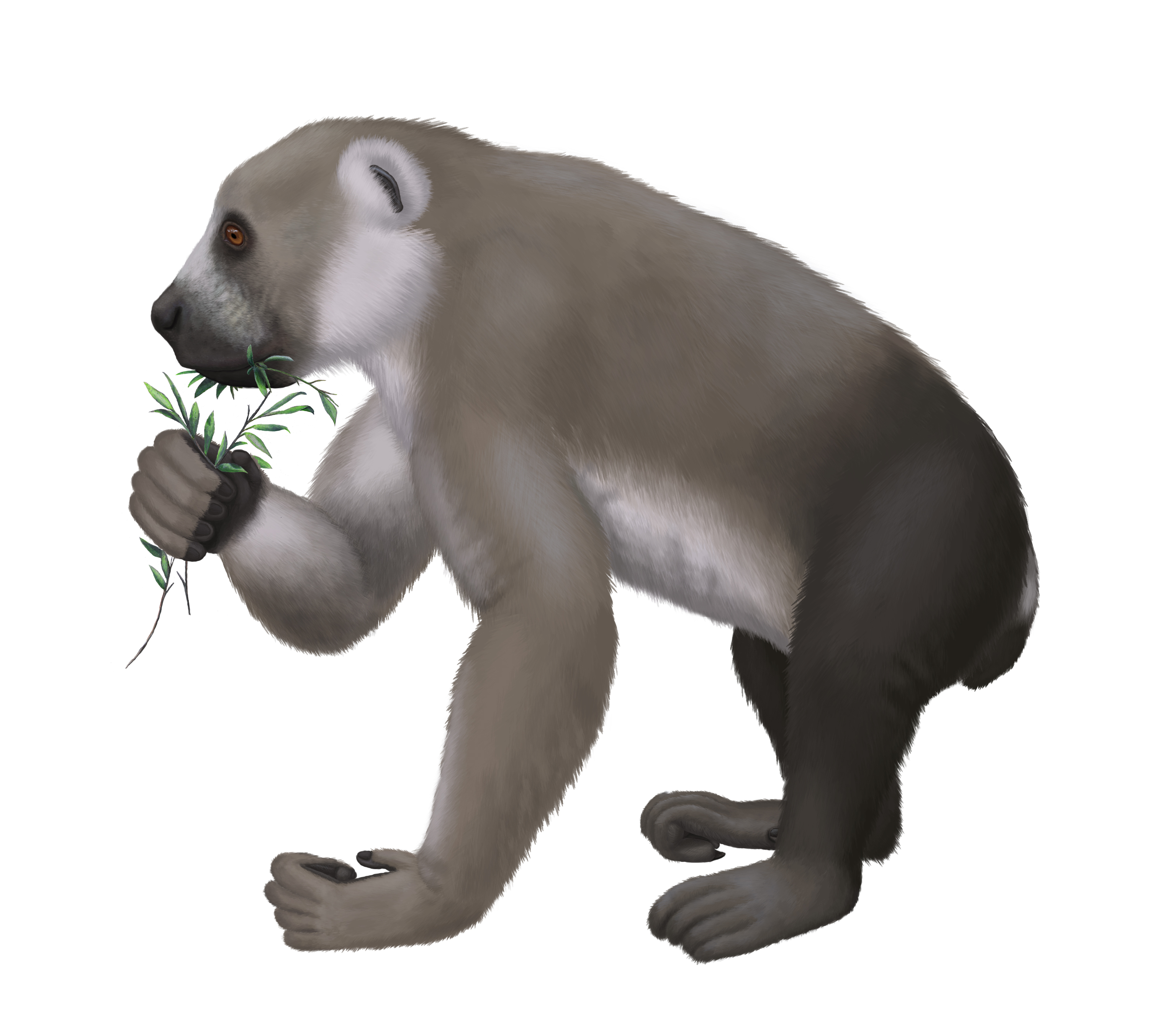
Rekonstruktion av Archaeoindris fontoynonti

Som jättelemurer betecknas olika utdöda släkten av primater som levde på Madagaskar. Tillhörande släkten bildar ingen systematisk grupp. Jättelemurer var tydligt större än dagens primater på Madagaskar. De dog ut efter människans ankomst på ön som ägde rum för 1500 år sedan.
Följande släkten räknas till jättelemurer:
- Familj Megaladapidae
  - Megaladapis
- Familj Palaeopropithecidae
  - Palaeopropithecus
  - Archaeoindris